# Hydrellia proclinata
Hydrellia proclinata är en tvåvingeart som beskrevs av Cresson 1915. Hydrellia proclinata ingår i släktet Hydrellia och familjen vattenflugor. Inga underarter finns listade i Catalogue of Life.